# Strana přátel piva

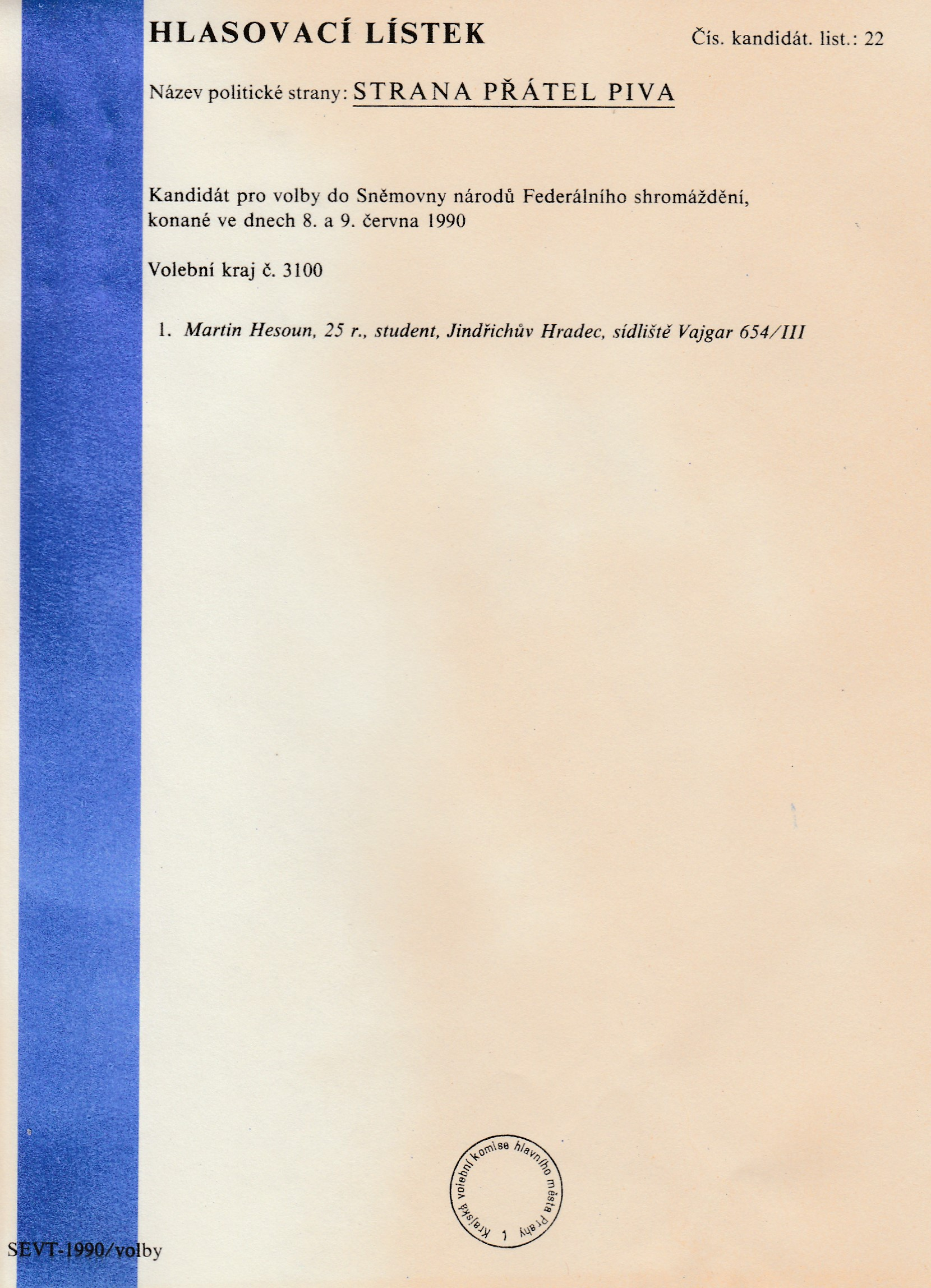
Hlasovací lístek SPP pro Sněmovnu národů r. 1990 v Praze

Strana přátel piva byla původně zamýšlena jako recese, reagující na množství vznikajících politických stran a hnutí. Vznikla 16. ledna 1990 a hned po svém založení podle vlastních slov posbírala 12 000 přihlášek do strany. SPP kandidovala do všech voleb, nikdy však neuspěla. Proto se roku 1998 sloučila s Českou stranou sociálně demokratickou a ve svých činnostech pokračuje jako Sdružení přátel piva.

## Volební výsledky
- Sněmovna národů 1990 – 8 943 (0,12 %)
- Sněmovna lidu 1990 – 43 632 (0,61 %)
- Sněmovna národů 1992 – 68 985 (1,06 %)
- Sněmovna lidu 1992 – 83 959 (1,30 %)
- Poslanecká sněmovna 1996 – členové strany kandidovali na kandidátkách SD-LSNS – celkem 124 165 (2,05 %)